# Samuel Dinis Manuel
Samuel Dinis Manuel é um professor universitário e político guineense, antigo Secretário de Estado da Guiné Bissau.

## Biografia
Licenciado em economia, obteve mestrado em gestão de empresas pela Academia Tecnológica de Estado na Federação Russa em 2005. Professor universitário, é presidente da comissão paritária de orientação e avaliação de trabalhos académicos para Universidade Católica da Guiné-Bissau. Dirigente de Assembleia do povo Unido - Partido Democrático da Guiné-Bissau (APU-PDGB) e membro efetivo da comissão permanente do partido. É secretário nacional do partido para área económica bem como presidente do conselho de administração da APU – PDGB. Foi nomeado Secretário de Estado de Transportes no governo de Aristides Gomes.